# Georgia la Jocurile Olimpice
Georgia a participat la Jocurile Olimpice ca țară independentă începând cu Jocurile Olimpice de iarnă din 1994. Codul CIO este GEO.

## Medalii după olimpiadă

### Medalii la Jocurile de vară
| Ediție              | Sportivi                    | Aur                         | Argint                      | Bronz                       | Total                       | Loc                         |
| 1952–1988           | ca membru Uniunii Sovietice | ca membru Uniunii Sovietice | ca membru Uniunii Sovietice | ca membru Uniunii Sovietice | ca membru Uniunii Sovietice | ca membru Uniunii Sovietice |
| Barcelona 1992      | ca parte Echipei Unificate  | ca parte Echipei Unificate  | ca parte Echipei Unificate  | ca parte Echipei Unificate  | ca parte Echipei Unificate  | ca parte Echipei Unificate  |
| Atlanta 1996        | 34                          | 0                           | 0                           | 2                           | 2                           | 68                          |
| Sydney 2000         | 36                          | 0                           | 0                           | 6                           | 6                           | 68                          |
| Atena 2004          | 32                          | 2                           | 2                           | 0                           | 4                           | 32                          |
| Beijing 2008        | 36                          | 3                           | 0                           | 3                           | 6                           | 27                          |
| Londra 2012         | 35                          | 1                           | 3                           | 3                           | 7                           | 39                          |
| Rio de Janeiro 2016 |                             |                             |                             |                             |                             |                             |
| Tokyo 2020          |                             |                             |                             |                             |                             |                             |
| Total               | Total                       | 9                           | 9                           | 15                          | 33                          | 59                          |

### Medalii la Jocurile Olimpice de iarnă
| Ediție              | Sportivi                   | Aur                        | Argint                     | Bronz                      | Total                      | Loc                        |
| Albertville 1992    | ca parte Echipei Unificate | ca parte Echipei Unificate | ca parte Echipei Unificate | ca parte Echipei Unificate | ca parte Echipei Unificate | ca parte Echipei Unificate |
| Lillehammer 1994    | 5                          | 0                          | 0                          | 0                          | 0                          | –                          |
| Nagano 1998         | 4                          | 0                          | 0                          | 0                          | 0                          | –                          |
| Salt Lake City 2002 | 4                          | 0                          | 0                          | 0                          | 0                          | –                          |
| Torino 2006         | 3                          | 0                          | 0                          | 0                          | 0                          | –                          |
| Vancouver 2010      | 8                          | 0                          | 0                          | 0                          | 0                          | –                          |
| Soci 2014           | 4                          | 0                          | 0                          | 0                          | 0                          | –                          |
| Pyeongchang 2018    |                            |                            |                            |                            |                            |                            |
| Total               | Total                      | 1                          | 3                          | 3                          | 7                          | –                          |

## Sportivii cei mai medaliați
| Sportiv             | Sport   | Ediții     | Aur | Argint | Bronz | Total |
| Gheorghi Asanidze   | Haltere | 2000, 2004 | 1   | 0      | 1     | 1     |
| Manuciar Kvirkvelia | Lupte   | 2008       | 1   | 0      | 0     | 1     |
| Revazi Mindorașvili | Lupte   | 2008       | 1   | 0      | 0     | 1     |
| Lasha Șavdatuașvili | Judo    | 2012       | 1   | 0      | 0     | 1     |
| Iraki Țirekidze     | Judo    | 2008       | 1   | 0      | 0     | 1     |
| Zurab Zviadauri     | Judo    | 2004       | 1   | 0      | 0     | 1     |